# 斯泰卡塔圣母圣殿

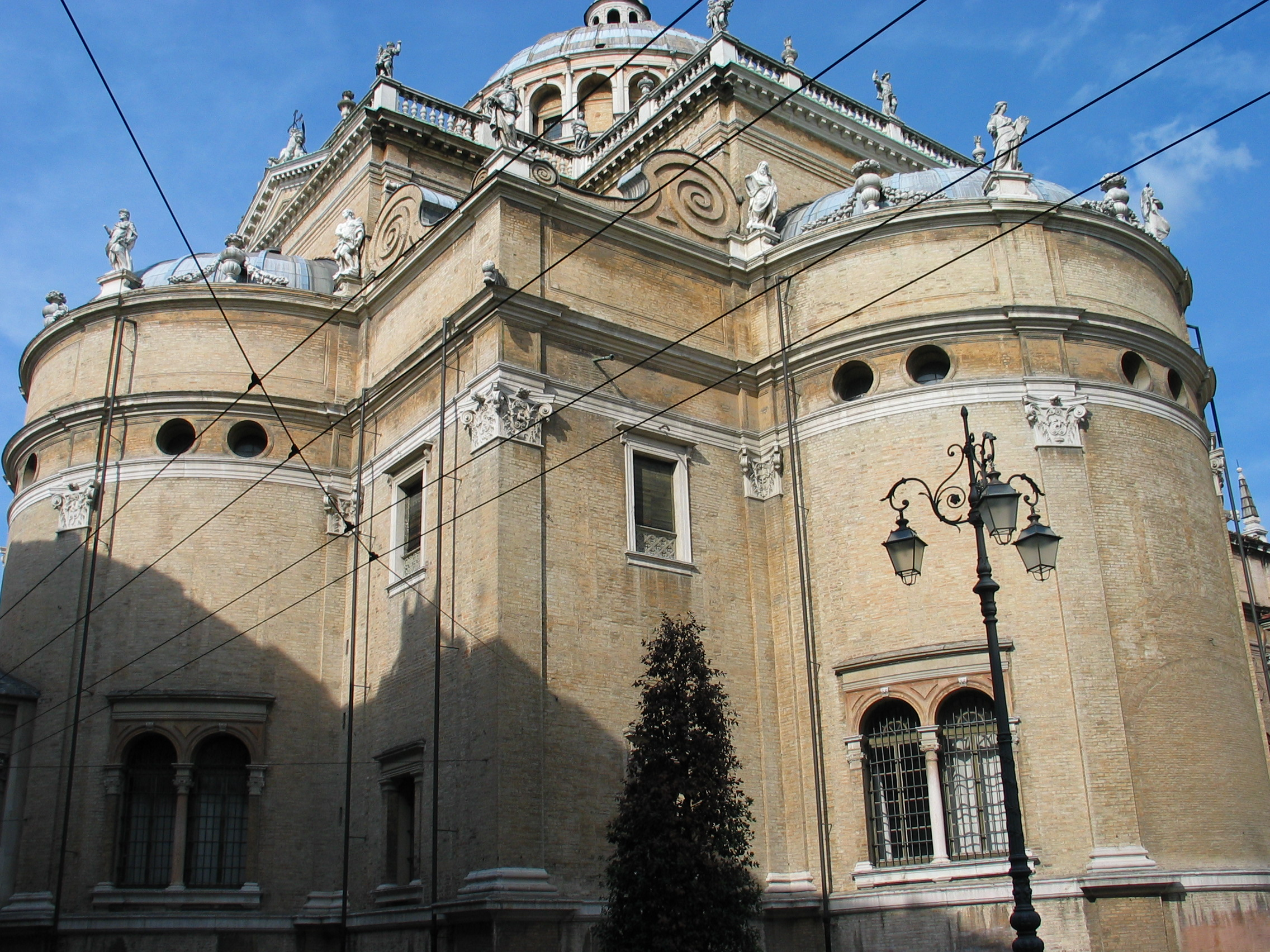

斯泰卡塔圣母圣殿（Basilica di Santa Maria della Steccata）是一个罗马天主教宗座圣殿，希腊十字平面，文艺复兴风格，位于意大利帕尔马中心。其名称源自于围栏或篱笆。
该堂为希腊十字平面，中央是雄伟的穹顶（1526-1527年），四面各有一个半穹顶，在它们之间的四角又有四个小堂。该堂于1539年祝圣。2008年升格为宗座圣殿。

## 室内装饰

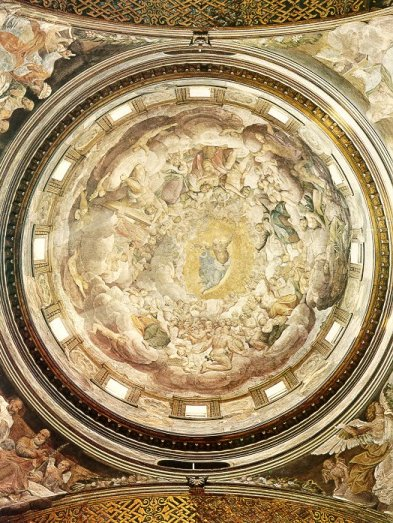
贝纳迪诺加蒂，圣母升天

内部是由本地和外国著名艺术家装饰。唱经楼的巴洛克祭台完成于1758-1765年。在圣器室，许多壁画出自年轻的弗兰西斯科·帕尔米贾尼诺之手。 米开朗基罗·安塞尔米创作了后殿的大型壁画《圣母加冕》（1541年）。

## 帕尔马公爵
地穴内是法尔内塞家族二十六位成员的墓葬，包括安放卡洛三世 (帕尔马)心脏的水晶骨灰盒。
2010年8月28日，波帕尔马公爵、旁-帕尔马王朝的领袖、荷兰的伊莲公主的前夫卡洛斯·乌戈 (帕尔马)的遗体埋葬进地穴。
2012年9月29日，卡洛斯·乌戈的孙女，卡洛斯 (帕爾馬)之女路易莎公主在该堂受洗。